# Marcos Charras
Marcos Emanuel Charras (nacido en Rosario el 13 de mayo de 1983) es un exfutbolista argentino.  

## Carrera
Jugaba como marcador de punta izquierda y se formó en Rosario Central, aunque su debut profesional fue en el fútbol búlgaro.
Había formado parte del seleccionado juvenil argentino que sirvió de sparring a la selección mayor durante el Mundial de Corea-Japón 2002. En CSKA Sofía jugó desde 2002, durante dos temporadas y media. Obtuvo un título de liga en 2003.
En 2005 retornó a Argentina para jugar en Vélez Sarsfield, con el que se consagró campeón del Clausura, aunque sin tener mayor participación. Ese mismo año jugó en Quilmes, y en 2006 emigró a Estados Unidos, fichando por FC Dallas (por entonces llamado Dallas Burn). 
Luego de un tiempo sin actividad se alistó en Dinamo Tbilisi, de Georgia. En 2008 fue adquirido por Vasco Da Gama, y al año siguiente jugó en América de Río de Janeiro. Un nuevo paso por el fútbol argentino lo llevó a El Porvenir, disputando el torneo de Primera C. En 2012 retornó a Brasil y jugó en Audax Rio. 
Desde 2013 se desempeñó en las ligas regionales de la provincia de Santa Fe; primero en la Liga Venadense de Fútbol con General Belgrano de Santa Isabel, luego en la Casildense con América de Fuentes, en la Departamental San Martín con Americano de Carlos Pellegrini, y entre 2014 y 2015 en la Liga Regional Totorense con Totoras Juniors.
Actualmente, en el año del centenario del club, se encuentra ejerciendo como DT de Totoras Juniors.

## Clubes
| Club                            | País      | Año       |
| ------------------------------- | --------- | --------- |
| Rosario Central                 | Argentina | 2002      |
| CSKA Sofía                      | Bulgaria  | 2002-2004 |
| Vélez Sarsfield                 | Argentina | 2005      |
| Quilmes                         | Argentina | 2005      |
| FC Dallas                       | EE. UU.   | 2006      |
| FC Dinamo Tbilisi               | Georgia   | 2008      |
| Vasco da Gama                   | Brasil    | 2008      |
| América (Río de Janeiro)        | Brasil    | 2009      |
| El Porvenir                     | Argentina | 2010-2011 |
| Audax Rio                       | Brasil    | 2012      |
| General Belgrano (Santa Isabel) | Argentina | 2013      |
| América (Fuentes)               | Argentina | 2013      |
| Americano (Carlos Pellegrini)   | Argentina | 2014      |
| Totoras Juniors                 | Argentina | 2014-2015 |

## Selección nacional
Integró la Selección Sub-20 de Argentina, disputando el Sudamericano de la categoría en 2003, obteniendo el primer puesto.

### Participaciones en la Selección Sub-20
| Copa                     | Sede    | Resultado | PJ | Goles |
| ------------------------ | ------- | --------- | -- | ----- |
| Sudamericano Sub-20 2003 | Uruguay | Campeón   | 1  | 0     |

#### Detalle de partidos
| Instancia    | Fecha | Estadio                   | Rival    | Resultado |
| ------------ | ----- | ------------------------- | -------- | --------- |
| Primera fase | 06-01 | Profesor Suppici, Colonia | Colombia | 2-1       |

## Palmarés

### Títulos internacionales
| Selección        | Título       | Año  |
| ---------------- | ------------ | ---- |
| Argentina sub-20 | Sudamericano | 2003 |

### Títulos nacionales
| Equipo          | País      | Título           | Año     |
| --------------- | --------- | ---------------- | ------- |
| CSKA Sofia      | Bulgaria  | Primera División | 2002-03 |
| Vélez Sarsfield | Argentina | Clausura         | 2005    |

### Títulos regionales
| Equipo          | Liga      | País      | Título           | Año  |
| --------------- | --------- | --------- | ---------------- | ---- |
| Totoras Juniors | Totorense | Argentina | Primera División | 2014 |